# Odoric de Pordenone
Pour les articles homonymes, voir Odoric, Pordenone (homonymie) et Odorico.
Odoric de Pordenone (né vers 1286 à Pordenone, mort le 14 janvier 1331 à Udine) est un missionnaire franciscain vénitien, un des rares Européens à avoir pu se rendre en Extrême-Orient durant le Moyen Âge après Guillaume de Rubrouck et surtout Marco Polo. 
Le récit de son voyage en Chine, dicté à Guillaume de Solagna, est jugé authentique et fiable, comme l'étaient ceux de Rubrouck et Marco Polo ; il ne saurait être comparé à celui de Jean de Mandeville, qui le pille pour alimenter un récit de voyage imaginaire et fantaisiste. 
Béatifié en 1777, il est commémoré le 14 janvier selon le Martyrologe romain.

## Biographie
Odoric est né dans le quartier Villanova de la ville de Pordenone, dans le Frioul, en Italie, aux environs de 1286. Selon ses biographes ecclésiastiques, il prend très jeune l'habit franciscain et gagne le couvent d'Udine, capitale du Frioul.
Vers 1316-1318, le frère Odoric « par le commandement du pape va outre-mer pour prêcher aux mécréants la foi de Dieu », en Extrême-Orient où l'activité des missionnaires commence à prendre quelque ampleur. Il n'en revient pas avant la fin de 1329 ou le début de 1330. Son récit permet d'induire qu'il est en Inde peu après 1321, très certainement en 1322, et qu'il passe trois ans en Chine entre le début de 1323 et la fin de 1328.
Son voyage commence à Venise, passe par mer à Constantinople puis à Trébizonde, et de là sur terre jusqu'à Erzurum, Tabriz et Sultaniya, villes dans lesquelles les franciscains ont des établissements. Au départ de Sultaniya, il passe par Kashan et Yazd, et, obliquant à partir de là, il suit une route quelque peu détournée en passant par Persépolis et les régions de Shiraz et de Bagdad, jusqu'au golfe Persique. À Ormuz il s'embarque pour l'Inde, et débarque à Thana près de Bombay.
Dans cette ville, quatre frères de son ordre, Thomas de Tolentino, Jacques de Padoue, Pierre de Sienne et Démétrius de Tiflis, avaient trouvé la mort de la main de son gouverneur musulman. Les os de ces martyrs, recueillis par le frère dominicain Jourdain de Séverac, avaient été enterrés à Nala Sopara, la Suppara des anciens géographes, près de la ville moderne de Bassein, à 42 km au nord de Bombay. Odoric rapporte qu'il déterre ces reliques et les transporte avec lui pendant la suite de ses pérégrinations. 
En chemin il visite le Malabar, faisant étape à Pandarani (32 km au nord de Calicut), à Cranganore, et à Kulam, autrement dit Quilon, partant de là, semble-t-il, pour Ceylan et pour le sanctuaire de saint Thomas à Méliapour près de Madras.

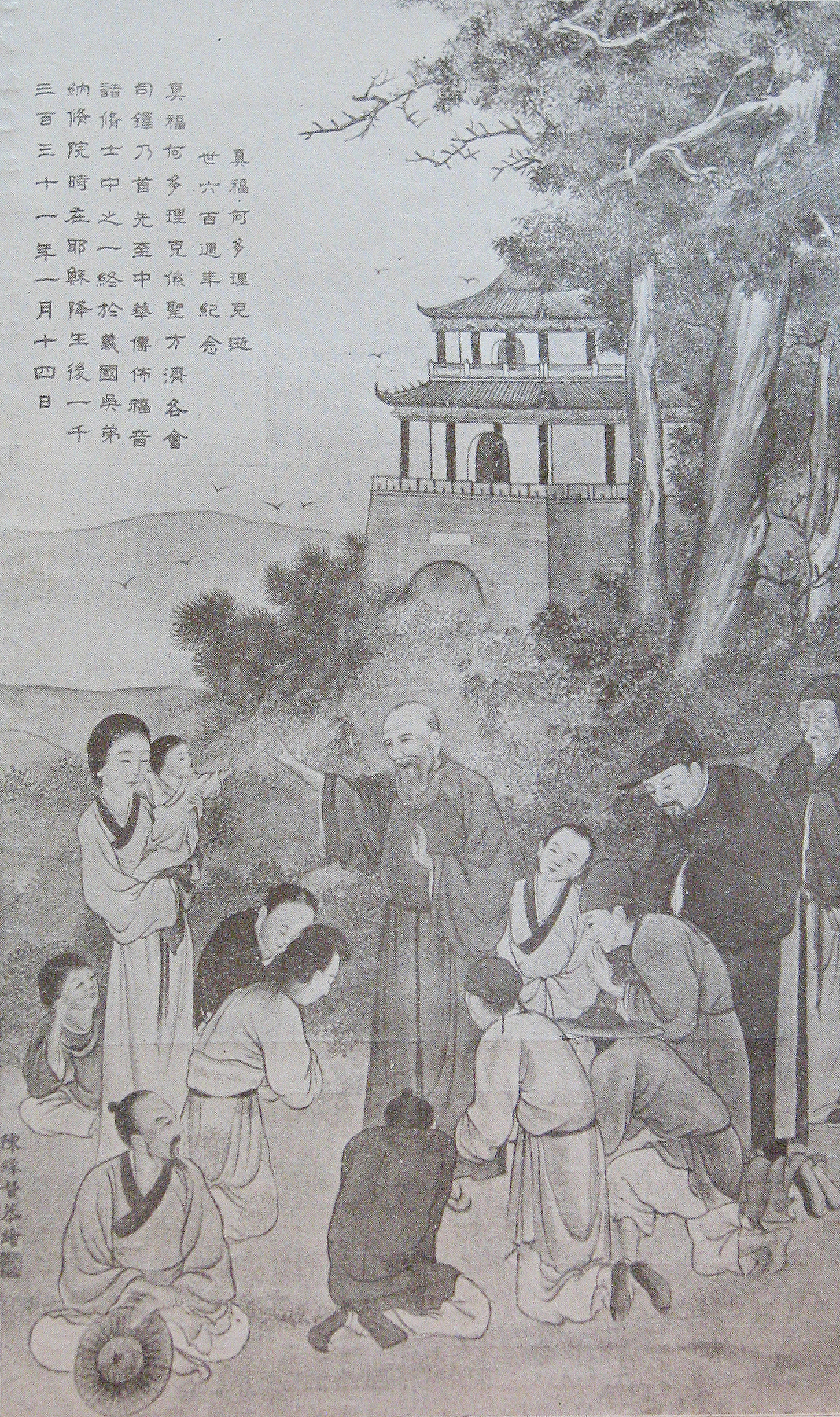
Image pieuse catholique chinoise représentant le bienheureux Odoric.

Depuis l'Inde il navigue à bord d'une jonque jusqu'à Sumatra, visitant différents ports de la côte nord de cette île, et de là jusqu'à Java, Bornéo à ce qu'il semble, Champa en Indochine, Guangzhou (Canton), alors Chin-Kalan, c'est-à-dire "Grande Chine" (Mahachin). Depuis Guangzhou il voyage sur terre jusqu'aux grands ports du Fujian. Dans l'un d'entre eux, alors appelé Zaïton, il trouve deux établissements de franciscains; il dépose dans l'un d'eux les os des frères qui ont subi le martyre en Inde.
Depuis Fuzhou il gagne à travers les montagnes le Zhejiang, et visite Hangzhou, alors réputée, sous le nom de Cansay, Khanzai, ou de Quinsai (c'est-à-dire Kin gsze, « résidence royale »), pour être la plus grande ville du monde. Odoric, comme Marco Polo, Marignolli, et Ibn Batuta, donne des détails remarquables sur cette ville splendide. Se dirigeant vers le nord via Nanjing et le Yangzi Jiang, Odoric s'embarque sur le Grand Canal de Chine et voyage jusqu'aux quartiers généraux du Grand Khan (probablement Yesün Temür Khan), à savoir la cité de Cambalec (Cambaleth, Cambaluc, etc.), aujourd'hui appelée Pékin, où il demeure trois ans, probablement de 1324 à 1327, desservant l'une des églises fondées par l'archevêque Jean de Montecorvino, à cette époque extrêmement âgé.
Son voyage de retour est rapporté d'une manière moins claire. S'en revenant par voie de terre à travers l'Asie, à travers le pays du prêtre Jean (peut-être la Mongolie), et à travers Kachan, l'audacieux voyageur semble être entré au Tibet, et même peut-être avoir visité Lhassa. La tibétologue Françoise Pommaret considère que si  le  moine franciscain Odoric de Pordenone a longtemps été considéré comme le premier occidental à pénétrer à Lhassa,  il aurait en fait visité Khotan en Asie centrale et  recueilli auprès des habitants ce qu'il écrit concernant le Tibet. 
Il traverse le nord de la Perse, dans le Millestorte, jadis fameux en tant que pays des Assassins sur les hautes terres de l'Elbourz. Aucune autre indication n'est donnée sur son voyage de retour jusqu'à Venise, bien qu'il soit presque certain qu'il soit passé par Tabriz. Le caractère vague et lacunaire du récit, dans cette partie, contraste fortement avec la clarté et la précision de la narration jusque-là.
Pendant une partie au moins de ces longs voyages, Odoric a pour compagnon le frère Jacques, un Irlandais, à ce qu'il semble d'une note des registres publics d'Udine, signalant, peu après le décès d'Odoric, un présent de deux marcs fait à ce frère irlandais, socio beati fratris Odorici, amore Dei et Odorici (« au compagnon du bienheureux frère Odoric, pour l'amour de Dieu et d'Odoric »). Peu après son retour, Odoric se rend à Padoue, à la maison franciscaine qui jouxte celle de saint Antoine, et c'est là qu'en mai 1330 il raconte l'histoire de ses voyages, qui sont rédigés en latin par le frère Guillaume de Solagna.
En route pour la cour du pape à Avignon, Odoric tombe malade à Pise, et, retournant à Udine, capitale de sa province d'origine, il y meurt au couvent de l'église Saint-François le 14 janvier 1331.

## Contexte historique et fiabilité
Près d'un siècle auparavant, les Mongols avaient pénétré en Europe. Entre 1237 et 1238, ils avaient la plus grande partie de la Russie et vers 1241 avaient dévasté la Pologne, avant de se retirer brusquement. 
Le pape Innocent IV avait envoyé dès 1245 des ambassades en Tartarie, c'est-à-dire en Mongolie, pays du Grand Khan. Il avait choisi pour cela le franciscain Jean de Plan Carpin et les dominicains André de Longjumeau et Ascelin de Lombardie. En 1249, le roi Louis IX envoya pour une nouvelle ambassade André de Longjumeau, puis en 1259, le franciscain Guillaume de Rubrouck. Niccolò Polo et son frère Matteo et firent leurs deux voyages de 1260 à 1269 puis avec Marco  de 1271 à 1295. Par la suite, en 1288, le pape Nicolas IV envoya en mission le dominicain Ricoldo da Monte Croce puis en 1294 le franciscain Jean de Montecorvino.
Quelques passages montrent à quel point Odoric est un voyageur authentique et original. Il est le premier Européen après Marco Polo, qui fasse une mention claire de Sumatra. Le cannibalisme et la mise en commun des femmes qu'il attribue à certaines ethnies de cette île, sont bien le fait de cette île, ou d'autres qui en sont proches. Sa description du sagoutier dans cet archipel n'est pas exempte d'erreurs, mais ce sont les erreurs d'un témoin oculaire. La mention qu'il fait en Chine de Guangzhou sous le nom de Censcolam ou de Censcalam (Chin-Kalan), et sa description de la pêche au cormoran, de la coutume de laisser les ongles des orteils pousser jusqu'à une taille extravagante, ainsi que de comprimer les pieds des femmes, lui sont propres parmi les voyageurs de cette époque ; Marco Polo n'avait évoqué aucun de ces détails.

## Célébrité d'Odoric et de ses voyages
Ce long voyage paraît avoir impressionné plus fortement les laïcs de son pays natal que ses confrères franciscains. Ces derniers s'apprêtent à l'enterrer sans plus de cérémonie lorsque le principal magistrat de la ville intervient et décrète des funérailles officielles. Des rumeurs courent sur ses merveilleux voyages et ses miracles posthumes, au point qu'elles se répandent comme une traînée de poudre dans tout le Frioul et la Carniole. 
La cérémonie doit être reportée plus d'une fois. Elle a lieu finalement en présence du patriarche d'Aquilée et de tous les dignitaires de la région. La clameur populaire en fait un objet de dévotion et la municipalité lui fait construire une tombe splendide. Sa renommée en tant que saint aussi bien que voyageur se répand au loin avant le milieu du siècle. Quatre siècles plus tard, l'autorité papale décide formellement de sa béatification. Un buste d'Odoric est érigé à Pordenone en 1881.
Les nombreuses copies du récit d'Odoric (tant du texte original que de ses traductions en français, italien, etc.) qui sont parvenues jusqu'à notre époque datent surtout du XIVe siècle, et montrent à quel point et à quelle vitesse il est devenu populaire. Il serait injuste de qualifier ce récit de mensonger, comme certains l'ont fait, mais il ne le serait pas moins de le porter aux nues, comme d'autres. La crédibilité d'Odoric a été injustement entamée par l'usage qu'a fait de son récit Jean de Mandeville. Pour l'essentiel, les prétendus voyages de ce chevalier en Inde et en Chine sont des larcins fait à Odoric, augmentés de fables tirées d'autres sources et de sa propre imagination, saupoudrés de ses propres connaissances, étonnamment claires pour l'époque, en astronomie.

## Béatification
Ému par les nombreux miracles qui se produisaient sur la tombe d'Odoric, en 1775, le pape Pie VI approuve la vénération que les fidèles accordent à Odoric en le béatifiant. En 1881 la cité de Pordenone érige un mémorial en l'honneur de son célèbre ressortissant.

## Manuscrits et éditions

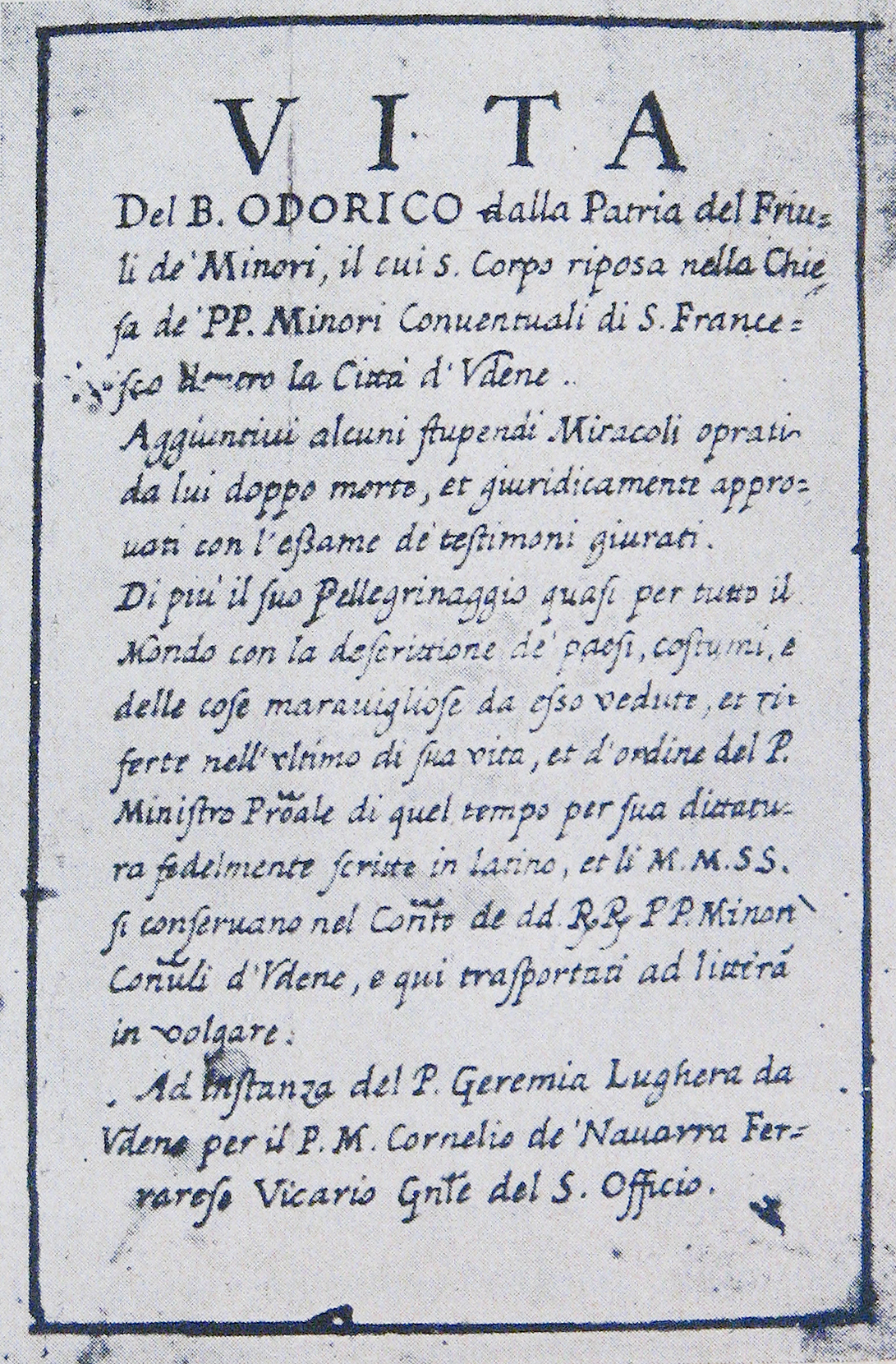
Vie du bienheureux Odoric.

Soixante-treize manuscrits du récit d'Odoric sont connus, en latin, en français et en italien : le principal est à Paris, à la BnF, datant des environs de 1350. Une version traduite en Français par Jean le Long est conservée dans un manuscrit daté de 1410-1412 destiné au duc de Bourgogne Jean sans Peur. La première édition en est faite à Pesaro en 1513, dans un langage qu'Apostolo Zeno (1668-1750) qualifie d'« inculte ». 
La collection de Giovanni Battista Ramusio le contient d'abord au second volume de la deuxième édition (1574), en italien, dans deux versions, différant étrangement l'une de l'autre, sans introduction ni explication. Une autre version, en latin, est donnée dans les Acta Sanctorum édités par les bollandistes, à la date du 14 janvier. Une intéressante discussion devant la cour papale et relative à la béatification d'Odoric forme une sorte de blue-book édité ex typographia rev. camerae apostolicae (Rome, 1755). Friedrich Kunstmann de Munich a consacré l'un de ses articles au récit d'Odoric.

### Éditions et traductions en français
- Henri Cordier, Les Voyages en Asie au XIVe siècle, du bienheureux frère Odoric de Pordenone, religieux de Saint-François, Paris, Ernest Leroux, 1891 : introduction, notes, traduction, édition de la version en ancien français de Jean le Long d'Ypres, ca. 1350. Recension sur le site Persée.
- Le livre des merveilles du monde, dans Louis de Backer, L'Extrême Orient au Moyen Âge d'après les manuscrits d'un flamand de Belgique moine de Saint-Bertin à Saint-Omer et d'un prince d'Arménie moine de Prémontré à Poitiers, Paris, Ernest Leroux, 1877, p. 89.
- Le voyage en Asie d'Odoric de Pordenone, traduit en 1351 par Jean Le Long, édition critique par Alvise Andreose et Philippe Ménard, Droz, 2010.

### Autres éditions
- (it) Giuseppe Venni, Elogio storico alle gesta del Beato Odorico, Venise, 1761.
- (en) Henry Yule in Cathay and the Way Thither, vol. I. p. 1-162, vol. II. appendice, p. 1-42 (Londres, 1866), Hakluyt Society
- (it) Teofilo Domenichelli, Sopra la vita e i viaggi del Beato Odorico da Pordenone dell'ordine de'minori (Prato, 1881)
- (it) Textes d'Odoric inserrés dans la Storia universale delle Missione Francescane de Marcellino da Civezza, tome III, p. 739-781.
- (en) et dans les Principal Navigations de Richard Hakluyt (1599), t.II, p. 39-67.
- Jean de Viktring (Johannes Victoriensis) in Fontes rerum Germanicarum, éd. Johann Friedrich Böhmer
- vol. I. éd. par Johann Friedrich Cotta (Stuttgart, 1843), p. 391
- Luc de Wadding (Luke Wadding), Annales Minorum, A.D. 1331, vol. VII, p. 123-126
- Bartholomio Rinonico, Opus conformitatum ... B. Francisci ..., livre I, paragraphe II, conf. 8 (folio 124 de l'édition de Milan de 1513)
- Jean de Winterthur in Eccard, Corpus historicum medii aevi, vol. I. colonnes 1894-1897, surtout p. 1894
- Charles Raymond Beazley, Dawn of Modern Geography, tome III, p. 250-287, 548-549, 554, 565-566, 612-613.